# Tilia noziricola
Tilia noziricola är en malvaväxtart som beskrevs av Kiyotaka Hisauti. Tilia noziricola ingår i släktet lindar, och familjen malvaväxter. Inga underarter finns listade i Catalogue of Life.